# Guatteria subsessilis
Guatteria subsessilis är en kirimojaväxtart som beskrevs av Carl Friedrich Philipp von Martius. Guatteria subsessilis ingår i släktet Guatteria och familjen kirimojaväxter. Inga underarter finns listade i Catalogue of Life.